# 第1海兵ヘリコプター飛行隊
第1海兵ヘリコプター飛行隊（だい1かいへいヘリコプターひこうたい、英: Marine Helicopter Squadron One, HMX-1）は、海兵隊及びホワイトハウス警護室の指揮を受け、アメリカ合衆国大統領、アメリカ合衆国副大統領、国家元首、国防総省職員、その他の要人の輸送を実施するアメリカ海兵隊のヘリコプター飛行隊である。大統領を乗せた海兵隊のヘリコプターは、マリーンワンのコールサインで呼ばれる。
HMX-1は、従来、航空機の運用試験及び評価（Operational Test and Evaluation, OT&E）も担任していた。その任務は、2014年にシコルスキー・エアクラフトの新型大統領専用ヘリコプターVH-92Aの契約が締結されて以降、アリゾナ州ユマに所在するVMX-1に引き継がれたが、一部は、要人輸送に特有の能力を有するHMX-1が引き続き実施している。VH-92Aは、2017年に初飛行を行い、2020年に運用を開始する予定である。
「ナイトホーク」の愛称で呼ばれるHMX-1の本部は、バージニア州クワンティコ海兵隊航空施設にあり、その分遣隊がワシントンD.C.のアナコスティア＝ボーリング統合基地およびメリーランド州アンドルーズ空軍基地にある。

## 歴史

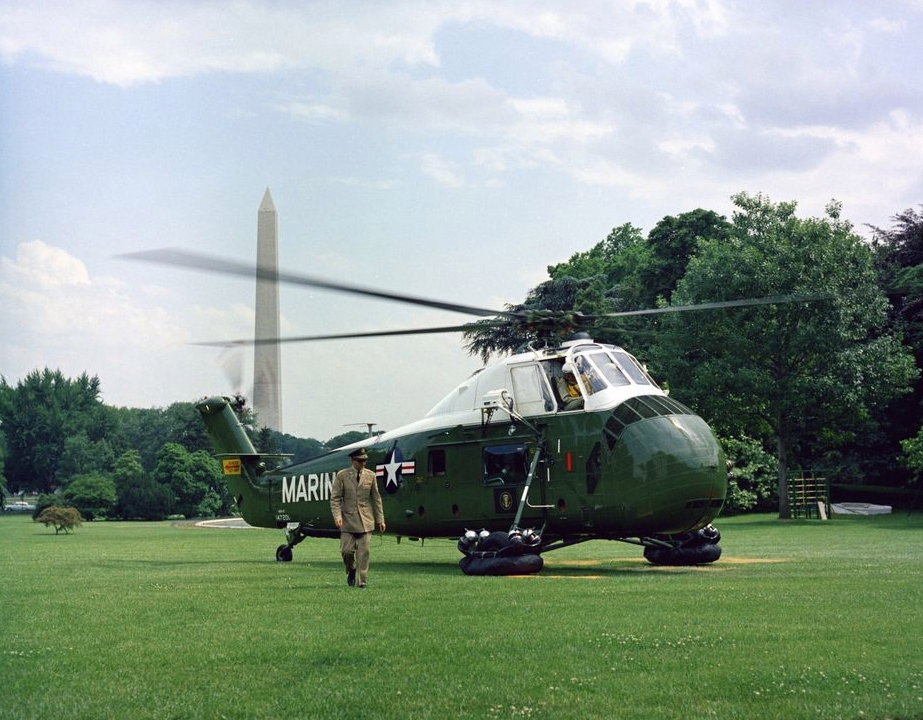
1961年、ホワイトハウスのサウスローンに駐機中のVH-34D大統領専用ヘリコプター(機体番号147201)

1946年、ビキニ環礁で行われた核実験を視察したアメリカ海兵隊のロイ・ガイガー大将は、原子爆弾の登場によって、海岸堡に部隊、艦船及び物資が集中する上陸作戦の遂行が困難になったことを認識した。海兵隊司令官が招集した特別委員会であるホガボーン委員会は、より分散した体制での上陸作戦の実施を可能にするため、輸送ヘリコプターの開発を勧告した。また、そのために必要な実験ヘリコプター飛行隊の創設にも言及した。
この勧告を受け、1947年12月1日、コネチカット州にあるシコルスキーやパイアセッキ、そして海兵隊学校から近いバージニア州クワンティコ海兵隊航空基地にHMX-1が創設された。同年5月、シコルスキー HO3S-1およびパイアセッキ HRP-1を使った最初の性能試験が実施され、5機のヘリコプターでUSSパラオ（CVE-122）の甲板からノースカロライナ州キャンプ・レジューンまで、66名の海兵隊員の空輸が行われた。これらの機体では、3名の海兵隊員しか輸送できず、往復飛行を繰り返す必要があったものの、その構想自体には実行の可能性があることが確認できた。
1948年、海兵隊学校は、空中機動作戦に関する初めての教範である「水陸両用作戦－ヘリコプターの運用（暫定版）」（Phib-31）を発簡した。同年5月、HMX-1は、空母の甲板から海岸への上陸機動演習を初めて実施した。

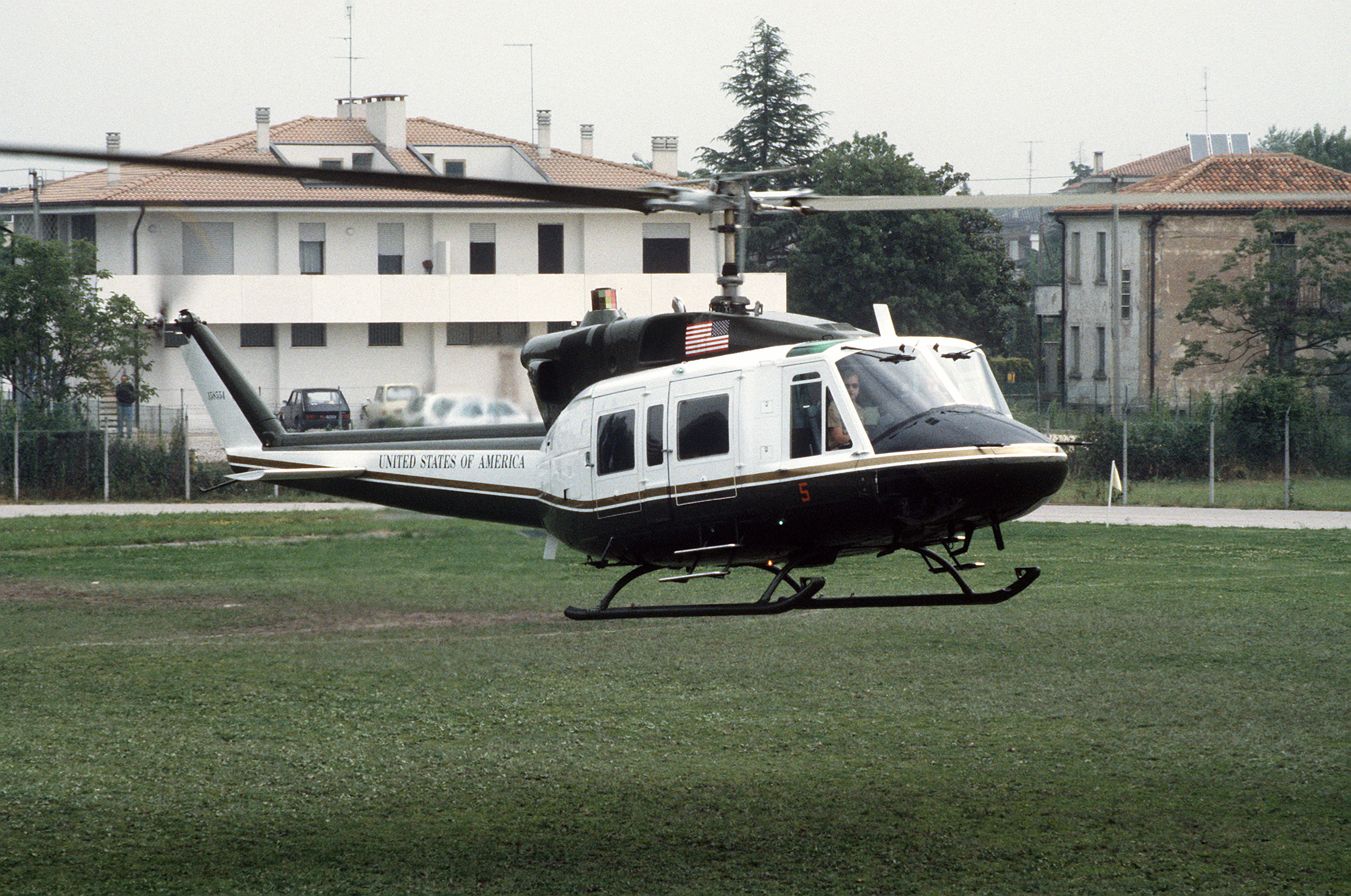
1987年、イタリアでG7に参加するレーガン大統領を空輸するVH-1N

1950年、朝鮮戦争が勃発すると、HMX-1から4機のヘリコプターがVMO-6（Marine Observation Squadron 6, 第6海兵観測飛行隊）に配備され、釜山橋頭堡の戦いにおいて第1海兵臨時旅団を支援した。これらの機体は戦場観測・統制、患者後送およびパイロットの救出といった任務に投入された。また、長津湖の戦いにおいては、長津湖の西岸に分割配置されていた海兵隊部隊間の連絡に用いられた。朝鮮戦争においてヘリコプターに求められた任務は、海軍が実施してきた訓練の範囲を超えるものであったため、最初の2、3年間は、HMX-1が訓練コマンドとして機能し、海兵隊初のヘリコプター輸送飛行隊となるHMR-161の中核を形成するパイロットたちを育成した。
1957年9月7日、ロードアイランド州ニューポートの別荘で休暇中だったドワイト・D・アイゼンハワー大統領は、アーカンソー州でリトルロック高校事件が発生したため、直ちにホワイトハウスに戻る必要が生じた。アーカンソー州知事のオーヴァル・フォーバスは、アーカンソー州兵をもって、黒人学生がセントラル高校に登校するのを阻止していた。アイゼンハワー大統領は、第101空挺師団をリトルロックに派遣し、1954年のブラウン対教育委員会裁判におけるアメリカ合衆国最高裁判所の判決を履行した。
通常、ニューポートからワシントンD.C.に戻るためには、ナラガンセット湾を1時間かけてフェリーで渡ってからエアフォースワンに搭乗し、メリーランド州アンドルーズ空軍基地まで45分間かけて飛行した後、ホワイトハウスまで20分間かけて車で移動しなければならなかった。直ちにワシントンに戻らなければならなかったアイゼンハワー大統領は、エアフォースワンまで迅速に移動する手段を準備するように命じた。
緊急事態に備えてロード島に待機していたHMX-1のUH-34ヘリコプターが、大統領をエアフォースワンまで空輸できる態勢にあった。アイゼンハワー大統領の了承が得られると、機長のヴァージル・D・オルソン大佐は、大統領と大統領夫人がいるニューポートにある米国海軍大学のヘリポートに急行するように命ぜられた。オルソン大佐は、ナラガンセット湾を横断し、大統領を6分間でエアフォースワンまで空輸した。
これが、大統領のヘリコプターによる空輸の先例となった。オルソン大佐は、初めての大統領専用ヘリコプターの機長となり、HMX-1の任務を大幅に拡大することになった。オルソン大佐は、大統領の希望により、その後3年間にわたりHMX-1で勤務した後、韓国、ベトナムおよび国防総省で勤務した。1959年、アイゼンハワー大統領は、オルソン大佐をホワイトハウス昼食会に招待した。オルソン大佐は、その席で、マリーンワン以外の任務に従事することを大統領に願い出たのであった。アイゼンハワー大統領は、オルソン大佐の要望を渋々聞き入れた。2010年8月12日、バージニア州クワンティコ海兵隊航空施設の新しい格納庫の落成式においては、オルソン大佐（1919～2012年）がHMX-1という飛行隊およびマリーンワンという任務で遂行した歴史的な偉業が称えられた。オルソン大佐は、その落成式において、自らスピーチを述べたが、既に死亡した海兵隊員が称えられる場合が多い中、これは非常に珍しいことであった。

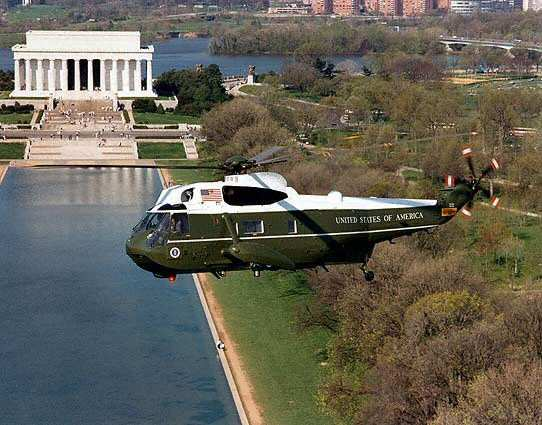
ワシントンD.C.上空を飛行するVH-3Dシーキング

1957年9月7日のニューポートからの大統領空輸の直後、HMX-1はホワイトハウスのサウスローン（南側芝地）に着陸できるおいいかどうかについて、大統領付海軍武官から検討を指示された。図上での検討および試験飛行の結果、安全に離着陸できる地積を確保できるという結論が得られた。正式な手続きが完了し、HMX－1は、サウスローンからエアフォースワンの本拠地であるアンドルーズ空軍基地までの往復の大統領空輸が行われるようになった。オルソン大佐は、現在でも用いられている大統領空輸実施手順の多くを制定した。その中には、「ホワイト・トップ」というニックネームを生み出した、マリーン・グリーンの機体の上部を白色で塗装することも含まれている。ホワイトハウスの芝生に設けられた着陸点に大きな白い円を描いて、マリーンワンが正確に着陸できるようにしたのもオルソン大佐であった。それは、ホワイトハウスの庭師から、サウスローンの樹木や草花が痛むという苦情があったためであった。
ヘリコプターによる空輸は当初、アメリカ陸軍によっても行われていたが、1976年、大統領のヘリコプター輸送に関しては、世界中どこにおいても海兵隊が単独で責任を負うことが決定された。現在ではHMX-1は、副大統領、国防長官、海軍長官、海兵隊総司令官およびワシントンD.C.地域を訪問するすべての国家元首の空輸も行なっている。
2009年7月16日、マリーンワンは、女性初の大統領専用ヘリコプターのパイロットであったジェニファー・グリーブス少佐の最終フライトのため、搭乗員全員を女性で構成した大統領空輸を行なった。

## 航空機

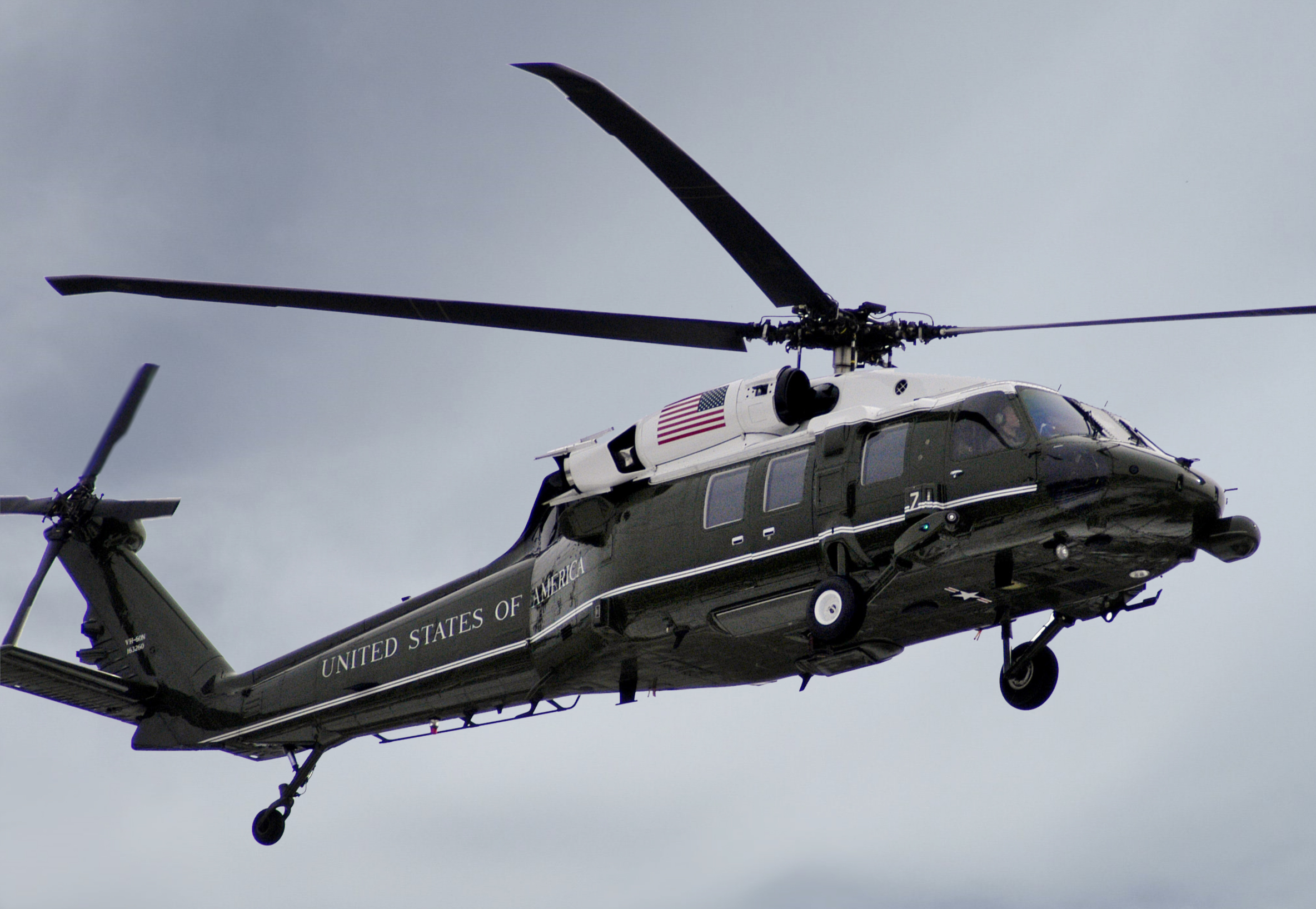
ワシントンD.C.のポトマック川上空を飛行するVH-60N ホワイトホーク

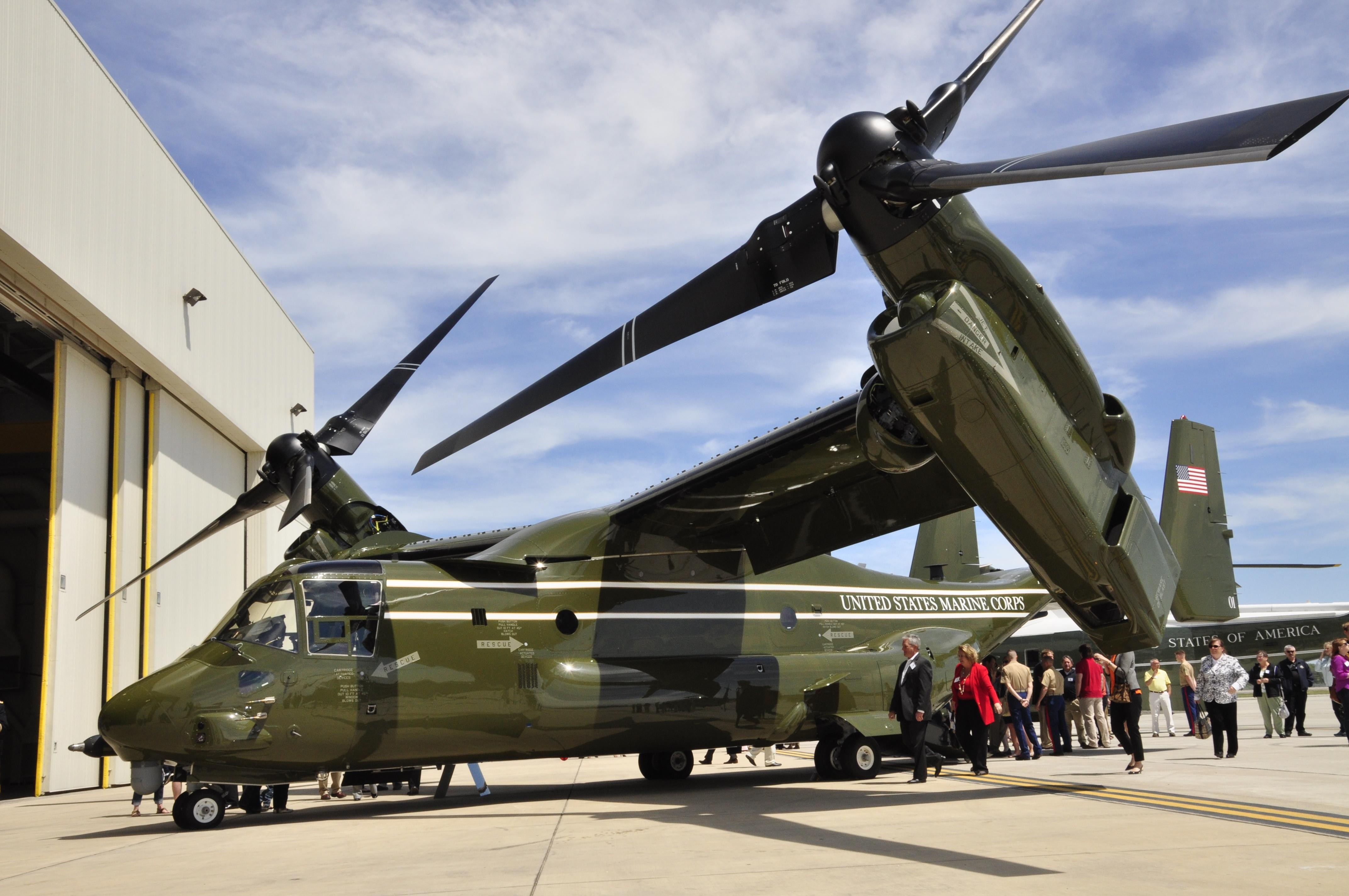
HMX-1の格納庫で納入行事を行うMV-22B

最初の公式の大統領ヘリコプターは、1957年9月に運用を開始したVH-34チョクトーであったが、1962年の初めにVH-3A シーキングへと換装された。1970年代の後半には、VH-3Aの退役に伴い、改良型のVH-3Dが使用されるようになった。現在は、VH-3Dと1988年から飛行隊に配備されたVH-60N ホワイトホークが運用されている。
「V」という記号は、その機体がVIP用であることを示している。VH-3Dは14名、VH-60Nは11名の人員を輸送できる。いずれのヘリコプターも、機長、副操縦士、クルーチーフが搭乗しており、VH-60Nには通信システム操作員も搭乗する。VH-60Nは、ローターを折りたたんで空軍のC-5 ギャラクシーやC-17 グローブマスターIII輸送機に搭載することが容易なため、海外での運用に適している。VH-60NをC-5に搭載するための準備は、2時間以内で完了する。
要人空輸ヘリコプターの特殊性に鑑み、HMX-1に配置されたすべてのパイロット及び整備員に対しては、シコルスキー社の訓練教官により、その特技に応じた1ヶ月から5ヶ月間の課程教育が飛行隊において実施されている。

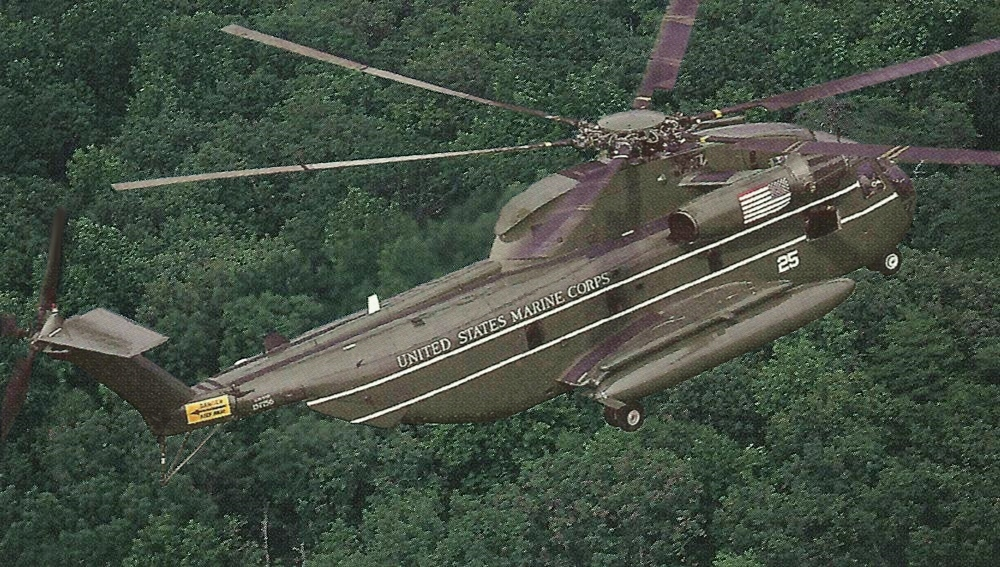
VH-53D

HMX-1は、23機のVH-71 ケストレルを調達し、現在の機体を更新することを予定していた。しかしながら、2009年4月、ケストレル計画を国防予算に計上しないことが決定された。その後、VXX計画が再開されており、2017～2023年の間に新型機が装備される予定である。
HMX-1は、少数のCH-46 シーナイトとCH-53E スーパースタリオンも運用している。これらの機体は、2017年までにMV-22B オスプレイおよびCH-53K キングスタリオンに更新される予定である。要人空輸ヘリコプターと異なり、これらの支援機は、HMX-1独自のダークグリーンに塗装されているが、機体上部の白色塗装は行われていない。
2013年8月11日、2機のMV-22オスプレイがマサチューセッツ州ケープコッド沿岸警備隊航空基地からマーサズ・ヴィニヤードまでシークレットサービス、ホワイトハウスのスタッフ及び報道関係者を空輸し、大統領空輸を初めて支援した。
2025年現在、HMX-1は1960年代の機体である12機のシコルスキー VH-3D、80年代から90年代にかけての機体である8機のシコルスキー VH-60N、12機のベル・ボーイング MV-22 オスプレイ及び23機のVH-92A パトリオットを装備している。

## 要人空輸分遣隊

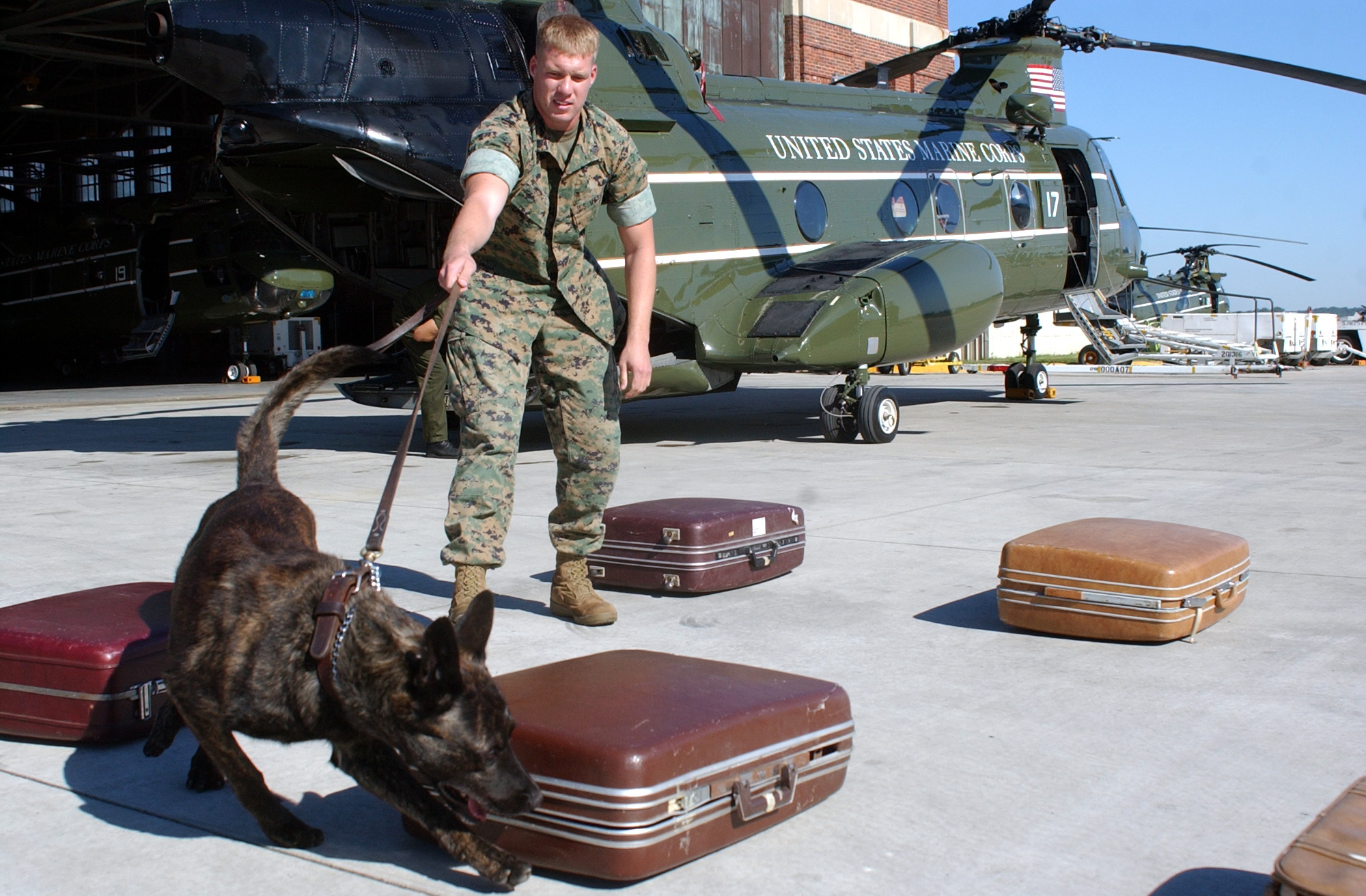
多目的支援機として用いられるCH-46Eの付近で荷物の検査を行う軍用犬

大統領及びVIP空輸は、「ホワイトサイド」と呼ばれる要人空輸分遣隊により実施される。ホワイトサイドの任務のほとんどは、ホワイトハウス警護室の指揮下で実施される。ホワイトサイドの本拠地は、バージニア州クワンティコ海兵隊航空施設であるが、ワシントンD.C.のアナコスティア＝ボーリング統合基地にある付属施設も利用している。
「グリーンサイド」と呼ばれるHMX-1の残りの組織は、V-22の実用試験やバージニア州クワンティコ海兵隊基地における海兵隊戦闘開発コマンドの訓練支援などを任務としている。
飛行隊の記号にある「X」は、Experimental（試験）を意味し、新型ヘリコプターなどの試験を任務とすることを表している。飛行隊の主要な任務が実用試験から要人空輸に変わったため、部隊名からはExperimentalという言葉が消えたが、飛行隊を現す記号には現在も残っている。
要人空輸分遣隊に定められた期間を超えて所属し、飛行任務を行なった海兵隊員は、大統領奉仕章（Presidential Service Badge）を授与される資格が与えられる。